# Dick Mango
Richard J. "Dick" Mango (Pennsylvania, 15 juli 1912 - Olmsted County, 8 juni 1975) was een Amerikaanse jazz-saxofonist, arrangeur en bandleider.
Mango's eerste professionele baan in de muziek was bij een rondreizend dansorkest, I. Fiscus and the Kiski Valley Blue Ribbon Boys, dat populair was aan de oostkust van Amerika. Later speelde hij bij onder meer Benny Goodman, Artie Shaw, Johnny Long en Ted Lewis. Met de band van Lewis verscheen hij in twee korte films, waaronder Is Everybody Happy (1943). Na zijn diensttijd leidde hij een eigen territory-band die opereerde vanuit Omaha. Een van zijn muzikanten was trompettist Herbie Philips.